# Leonard Wery
Leonard Hugo "Leo" Wery  (Den Haag, Nizozemska, 27. ožujka 1926.) je bivši nizozemski hokejaš na travi. 
Rodio se u Nizozemskoj 1926.
Osvojio je srebrno odličje na hokejaškom turniru na Olimpijskim igrama 1952. u Helsinkiju igrajući za Nizozemsku. Na turniru je odigrao sva tri susreta. U tom je vremenu igrao za klub iz Haaga, HHIJC.

## Vanjske poveznice
- Profil na Sports-Reference.com  Arhivirana inačica izvorne stranice od 15. prosinca 2012. (Wayback Machine)